# Edouard Saouma
Edouard Victor Saouma (Beirut, 6 novembre 1926 – Beirut, 1º dicembre 2012) è stato un funzionario libanese che ha ricoperto la carica di Direttore Generale dell'Organizzazione delle Nazioni Unite per l'Alimentazione e l'Agricoltura (FAO) per tre mandati consecutivi dal 1976 al 1993.

## Inizio carriera
Dopo aver completato i suoi studi presso l'École Nationale d'Agriculture de Montpellier (1949-1952), Saouma è stato Direttore del Centro Sperimentale Agricolo della Valle della Bekaa, Libano (1952-62), Vice Rappresentante Regionale della FAO per l'Asia e l'Estremo Oriente (1962-65), Direttore della Divisione Sviluppo Territoriale e Idrico della FAO (1965-75) e poi Direttore Generale della FAO.

## Gruppo di Camberley
Le nazioni che volevano sostituire Saouma nelle elezioni del 1987 concertarono la loro strategia in riunioni segrete di quello che è noto come il Gruppo di Camberley, dal nome della città in Inghilterra dove si tenne la prima riunione. I membri originali del gruppo erano Australia, Gran Bretagna, Canada, Danimarca, Finlandia, Germania Ovest, Giappone, Paesi Bassi, Norvegia, Svezia e Svizzera. Gli Stati Uniti sono stati inizialmente esclusi a causa del forte sostegno dato a Saouma dal suo ambasciatore Millicent Fenwick (un ex membro del Congresso). Questo sforzo si rivelò inutile, poiché Saouma fu rieletto.

## Eredità
Il mandato di Saouma alla FAO è stato caratterizzato dalla dedizione (e dal sostegno) dei paesi del terzo mondo dalla sua indipendenza dai principali paesi donatori, Stati Uniti, Canada, Australia, e dalle sue numerose iniziative. [citazione necessaria]. Eppure molti esperti di cibo ritengono che Saouma abbia avuto più successo di quanto avrebbe potuto essere altrimenti nell'identificare la F.A.O. con la lotta contro la fame nel mondo.
La controversa leadership di Saouma fu valutata da un messaggio non classificato del Dipartimento di Stato alle sedi diplomatiche americane che affermava di Saouma: Ha fatto un ottimo lavoro nella gestione dell'organizzazione e nel mantenere la disciplina interna del programma. Ha aumentato la capacità della F.A.O. di fornire assistenza tecnica e ha rafforzato il suo sistema di allerta precoce. Sotto la sua guida, la F.A.O. ha costantemente diminuito la percentuale del suo bilancio destinata alle spese amministrative.
 Tuttavia, sotto la guida di Saouma, la FAO ha perso una quota sostanziale del sostegno del Programma delle Nazioni Unite per lo Sviluppo (UNDP) e di diversi paesi industrializzati. Ciò è stato causato dal ritiro dei rappresentanti della FAO dagli uffici dell'UNDP in tutto il mondo e dall'istituzione di uffici separati della FAO; L'UNDP ha reagito eseguendo i propri progetti agricoli, invece di finanziarne l'esecuzione da parte della FAO. Saouma ha anche permesso al Dipartimento Pesca della FAO di concentrare gli sforzi e la pubblicità sulla promozione e il sostegno delle "zone economiche esclusive" di 200 miglia delle nazioni costiere. Ciò ha portato all'esclusione o all'aumento dei costi operativi delle principali flotte pescherecce d'altura che, di norma, appartenevano ai paesi industrializzati e ai principali donatori della FAO. La  conseguenza è stata una sostanziale riduzione dei progetti di pesca finanziati dai donatori della FAO. Infine, Saouma ha aumentato considerevolmente il numero di professionisti provenienti dai paesi in via di sviluppo a scapito dei professionisti provenienti da quelli sviluppati, il che ha comportato un certo calo del livello generale di esperienza e competenza della FAO.
In riconoscimento del suo ruolo decisivo, la Conferenza della FAO ha istituito nel novembre 1993 il Premio Edouard Saouma

## Onorificenze
- Gran Croce dell'Ordine Nazionale del Cedro (Libano)
- Premio Said Akl (Libano)
- Cavaliere al Merito Agricolo (Francia)
- Commendatore della Legion d'Onore (Francia)
- Cavaliere di Gran Croce (Italy)
- Grande Ufficiale dell'Ordine Nazionale (Ciad)
- Grande Ufficiale dell'Ordine del Volta (Ghana)
- Gran Croce dell'Ordine Nazionale dell'Alto Volta (Burkina Faso)
- Gran Croce al Merito Agricolo (Spagna)
- Cavaliere Commendatore dell'Ordine al Merito (Grecia)
- Ordine al Merito Agricolo (Colombia)
- Gran Croce dell'Ordine Nazionale del Mento (Colombia)
- Grande Ufficiale dell'Ordine di Vasco Nuiiez de Balboa (Panama)
- Orden al Merito Agricola (Peru)
- Ordine al Merito (Egitto)
- Ordine al Merito (Mauritania)
- Grande Ufficiale dell'Ordine della Repubblica (Tunisia)
- Grande Ufficiale dell'Ordine Nazionale (Madagascar)
- Gran Orden de Rio Branco (Brasile)
- Banda Aquila Azteca (Messico)
- Grande Croix Andres Bello (Venezuela)

## Dottorati honoris causa
- Università di Gembloux (Belgio)
- Università di Scienze Agrarie di Godolla (Ungheria)
- Università di Keszphely (Ungheria)
- Università Agraria del Punjab (India)
- Università di Giacarta (Indonesia)
- Università di Bologna (Italia)
- Università degli Studi di Firenze (Italia)
- Università di Seoul (Repubblica di Corea)
- Università – Università Nazionale Autonoma (Nicaragua)
- Università Agraria di Faisalabad (Pakistan)
- Università Agraria Nazionale La Molina (Perù)
- Università di Los Baiios (Filippine)
- Università di Varsavia (Polonia)
- Università dell'Uruguay
- Università Agraria di Praga (Cecoslovacchia)
- Institut Tropical et sous Tropical (Cecoslovacchia)
- Università Cattolica d'America, Washington D.C. (USA)
- Università di Montpellier (Francia)
- Istituto Superiore di Scienze Agrarie dell'Avana (Cuba)
- Università della Mongolia